# Разуванов Володимир Сергійович
Володи́мир Сергі́йович Разуванов (нар. 1 серпня 1992, Макіївка, Донецька область) — український футзаліст, гравець збірної України та Білоруського клубу Вiтен Орша.Його батько колишній футболіст і футзаліст Сергій Разуванов.

## Ігрова кар'єра

### Освіта
Магістр економіки. Закінчив Макіївський економіко-гуманітарний інститут.

### Кар'єра гравця
Володимир Разуванов вихованець макіївського футболу. З 6 років займався футболом.
Пройшов школу команди Равіля Фахретдінова («Титан» (Макіївка), «Шахтар-2» (Донецьк)), після чого влітку 2009 року підписав контракт з першою командою «помаранчево-чорних». Після дозаявки Володимир став наймолодшим гравцем вищої ліги у сезоні 2009/2010 (провів 8 матчів у вищій лізі).
У січні 2011 року перейшов в луганський «ЛТК».
Потрапив в попередню заявку збірної України на чемпіонат світу 2012 року, але в остаточну заявку включений не був.
2013 року дебютував за збірну України у товариському матчі проти збірної Польщі.
На початку лютого 2014 року перейшов в «Єнакієвець», за який зіграв 14 матчів і забив 3 голи в Екстра-лізі. Після завершення сезону перебрався до московського «Спартака» в чемпіонат Росії. Згодом почав захищати кольори «Прогресу».
В середині січня 2017 року уклав річний контракт з «Діною».
У сезоні 2018/19 поповнив склад команди КПРФ і відразу здобув срібні нагороди чемпіонату, забивши 16 м'ячів і віддавши 6 гольових передач, а також ставши одним із лідерів чемпіонату за відсотком влучань у площину воріт. Через рік став чемпіоном Росії та бронзовим призером Ліги чемпіонів.
14 жовтня 2020 року через ліміт на легіонерів залишив КПРФ.
18 жовтня 2020 року був представлений як гравець клубу «Динамо-Самара». У чэрвенi 2022 року перейшов в МФК "Витэн-Орша" (Бiлорусь).

## Нагороди і досягнення

### Командні
МФК «Шахтар»
- Екстра-ліга
  -  Срібний призер (1): 2009/10

 КПРФ
- Суперліга
  -  Чемпіон (1): 2019/2020
  -  Срібний призер (1): 2018/2019

- Ліга чемпіонів
- Бронзовий призер (1): 2019/2020

 Україна (U-21)
- Переможець турніру «Санкт-Петербурзька осінь»: 2012

### Особисті
- Найкращий молодий гравець екстра-ліги (2): 2011/12, 2012/13[15]
- Extra-liga futsal awards у номінації «Відкриття року»: 2013[16]

### Нагороди
- Нагорода Луганської міськради[17]